# Saint-Jean-d'Assé
Saint-Jean-d'Assé is een gemeente in het Franse departement Sarthe (regio Pays de la Loire). De plaats maakt deel uit van het arrondissement Le Mans. Saint-Jean-d'Assé telde op 1 januari 2022 1.810 inwoners.

## Geografie
De oppervlakte van Saint-Jean-d'Assé bedroeg op 1 januari 2022 21,29 vierkante kilometer; de bevolkingsdichtheid was toen 85 inwoners per km².

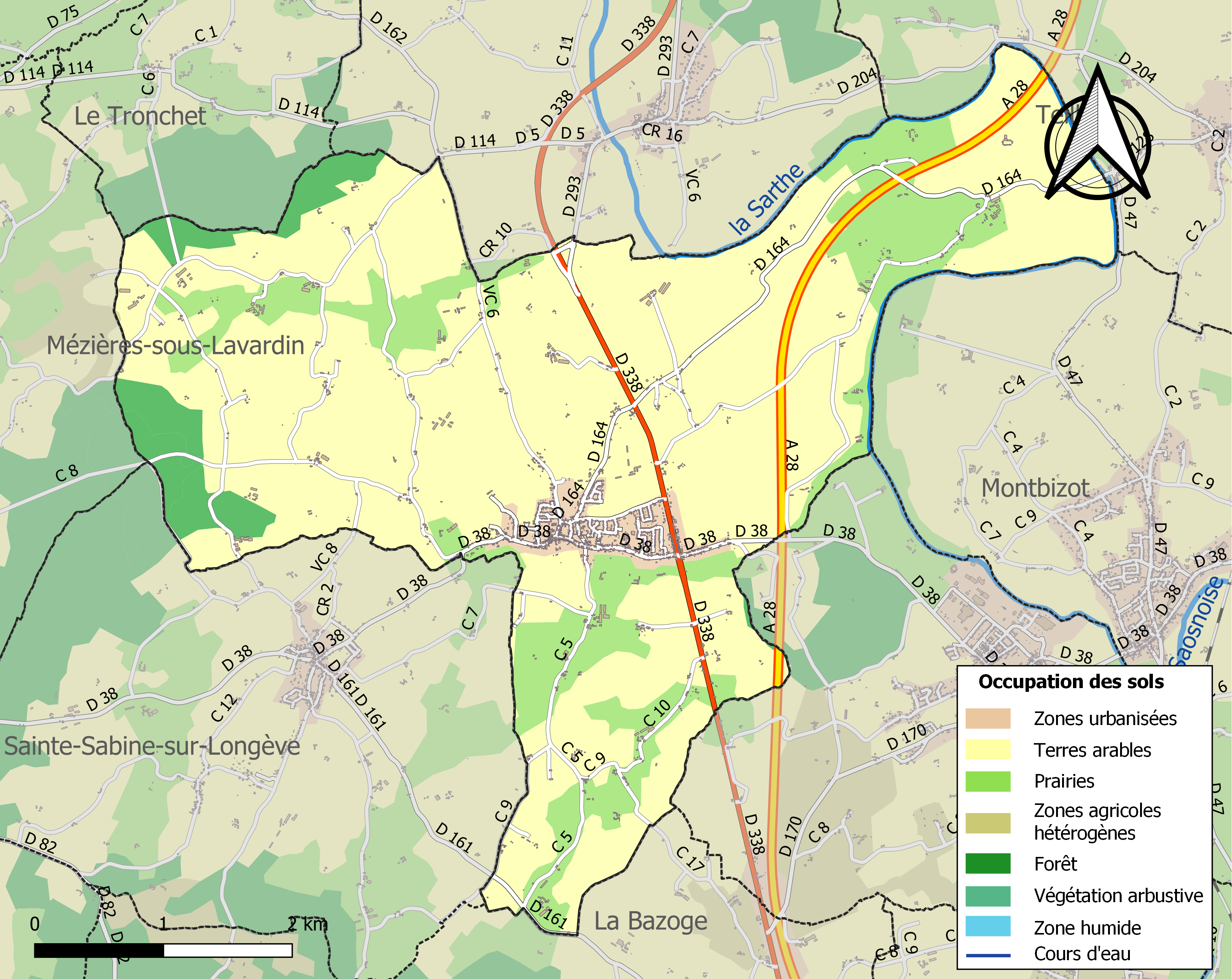
Kaart van de gemeente met de belangrijkste infrastructuur, bodemgebruik en omliggende gemeenten

## Demografie
Onderstaande figuur toont het verloop van het inwonertal (bron: INSEE-tellingen).